# Elephantomyia (Elephantomyia) pictiventris
Elephantomyia (Elephantomyia) pictiventris is een tweevleugelige uit de familie steltmuggen (Limoniidae). De soort komt voor in het Neotropisch gebied.